# Vracovice (Moravia meridionale)
Vracovice (in tedesco Edenthurn) è un comune della Repubblica Ceca facente parte del distretto di Znojmo, in Moravia Meridionale.